# Křetín
Křetín település Csehországban, a Blanskói járásban. Křetín Sulíkov, Rozsíčka, Stvolová, Vranová, Ústup, Lazinov, Prostřední Poříčí és Kněževes településekkel határos. Lakosainak száma 483 fő (2024. január 1.).

## Népesség
A település lakosságának változását az alábbi diagram mutatja:
| Lakosok száma | 580  | 614  | 609  | 532  | 552  | 502  | 500  | 488  | 482  | 483  |
|               | 1869 | 1890 | 1921 | 1950 | 1980 | 2001 | 2017 | 2019 | 2022 | 2024 |